# Antoinette Weibel
Antoinette Weibel (* 4. Juli 1969 in Luzern) ist eine schweizerische Vertrauens- und Organisationsforscherin und Professorin für Personalmanagement an der Universität St. Gallen.

## Akademischer Werdegang
Weibel studierte Ökonomie an der Universität Zürich und wurde dort 2002 mit dem Thema Kooperation in strategischen Wissensnetzwerken. Vertrauen und Kontrolle zur Lösung des strategischen Dilemmas promoviert. Im Jahr 2008 habilitierte sie mit dem Thema Governing Voluntary Work Behaviors und erhielt die Venia Legendi in Betriebswirtschaftslehre der Universität Zürich. Im selben Jahr übernahm sie den Lehrstuhl für Management an der universitären Hochschule Liechtenstein und die akademische Leitung des Bachelorstudiums. 2010 hatte sie den Lehrstuhl für Personal, Führung und Entscheidung im öffentlichen Sektor an der Deutschen Hochschule für Verwaltungswissenschaften Speyer inne. Im Oktober 2010 folgte sie dem Ruf der Universität Konstanz. Hier war sie Inhaberin des Lehrstuhls für Verwaltungswissenschaft, insbesondere Managementlehre.
Zwischen 2014 und 2016 war Weibel Direktorin am Institut für Führung und Personalmanagement an der Universität St. Gallen und Ordinaria für Personalmanagement. Seit 2016 ist sie Direktorin am Lehrstuhl für Personalmanagement am Forschungsinstitut für Arbeit und Arbeitswelten. Weibel ist Präsidentin des First International Network of Trust Researchers (FINT) und Mitglied des Lenkungsausschusses der European Group for Organizational Studies (EGOS).

## Forschung
Weibel befasst sich in ihrer Forschung mit Vertrauensmanagement in Unternehmen, Corporate Trust, Stakeholdervertrauen und vertrauensbasierter Führung. Ihre weiteren Forschungsschwerpunkte liegen unter anderem auf positivem und evidenzbasiertem Personalmanagement, Mitarbeiterengagement, Motivationsmanagement und dem Einfluss von Institutionen auf die Motivation der Mitarbeiter sowie deren Wohlbefinden am Arbeitsplatz.

## Veröffentlichungen

### Bücher
- mit Margit  Osterloh: Investition Vertrauen: Prozesse der Vertrauensentwicklung in Organisationen. Gabler, Wiesbaden 2006, ISBN 3-409-12665-1, 314 S.
- Kooperation in strategischen Wissensnetzwerken: Vertrauen und Kontrolle zur Lösung des sozialen Dilemmas. Gabler Edition Wissenschaft, Deutscher Universitätsverlag, Wiesbaden 2004, ISBN 978-3-8244-8106-4, 258 S.

### Zeitschriftenbeiträge (Auswahl)
- mit Katja Rost, Margit Osterlo: Disziplinierung der Agenten oder Crowding-out? Gewollte und ungewollte Anreizwirkungen von variablen Löhnen. Zurich Open Repository and Archive, Universität Zürich, Zürich 2007, 27 S., doi:10.5167/uzh-68490 (PDF; 409 kB).
- mit Robert Verburg, Ann-Marie Nienaber, Rosalind Searle, Deanne den Hartog, Deborah Rupp: The role of organizational control systems in employees’ organizational trust and performance outcomes. In: Group & Organization Management. An International journal. 2017, ISSN 1059-6011.
- mit Katinka Bijlsma, Sim Sitkin: Distrust in the Balance: The Emergence and Development of Intergroup Distrust in a Court of Law. In: Organization Science. Bd. 26, Nr. 44, ISSN 1047-7039, S. 1018–1039.
- mit Simon Daniel Schafheitle, Dirk Leuffen, David Wember: Going beyond the Eurobarometer’s road to salvation: A vignette study about the determinants of Citizens’ Trust in the European Commission. 2015.
- mit Deanne Den Hartog, Nicole Gillespie, Rosalind Searle, N. Meidert, Meike Wiemann: How do controls impact trust in the employer? In: EGOS. Montréal, Kanada, 2013.
- mit Denise Skinner, Graham Dietz: The dark side of trust: When trust becomes a ‘poisoned chalice’. In: Organization. Bd. 21, Nr. 2, 2014, ISSN 1350-5084, S. 206–224.
- mit Meike Wiemann, Margit Osterloh: A Behavioral Economics Perspective on the Overjustification Effect: Crowding-In and Crowding-Out of Intrinsic Motivation. In: Oxford Handbook of Work Engagement, Motivation, and Self-Determination Theory. Oxford Library of Psychology, Oxford University Press, Oxford 2014, ISBN 978-0-19-979491-1, S. 72–84.
- mit Rosalind Searle, Deanne Den Hartog, Nicole Gillespie, Frederique Six, Tally Hatzakis, Denise Skinner: Trust in the Employer: the Role of High Involvement Work Practices and Procedural Justice. In: The International Journal of Human Resource Management. Bd. 22, Nr. 5, 2011, ISSN 0958-5192, S. 1069–1092.
- mit Katja Rost, Margit Osterloh: Pay for Performance in the Public Sector – Benefits and (Hidden) Costs. In: Journal of Public Administration Research and Theory (J-PART). Bd. 20, Nr. 2, 2010, ISSN 1053-1858, S. 387–412.
- mit Thomas Mellewigt, Anoop Madhok: Trust and Formal Contracts in Interorganizational Relationships – Substitutes and Complements. In: Managerial and Decision Economics. Bd. 28, Nr. 8, 2007, ISSN 0143-6570, S. 833–847.
- mit T. Mellewigt, G. Hoetker: Governing Interorganizational Relationships. Balancing Formal Governance Mechanisms and Trust. In: Management Review. Bd. 17, Nr. 1, 2006, S. 5–8.